# 维莱科特雷法令

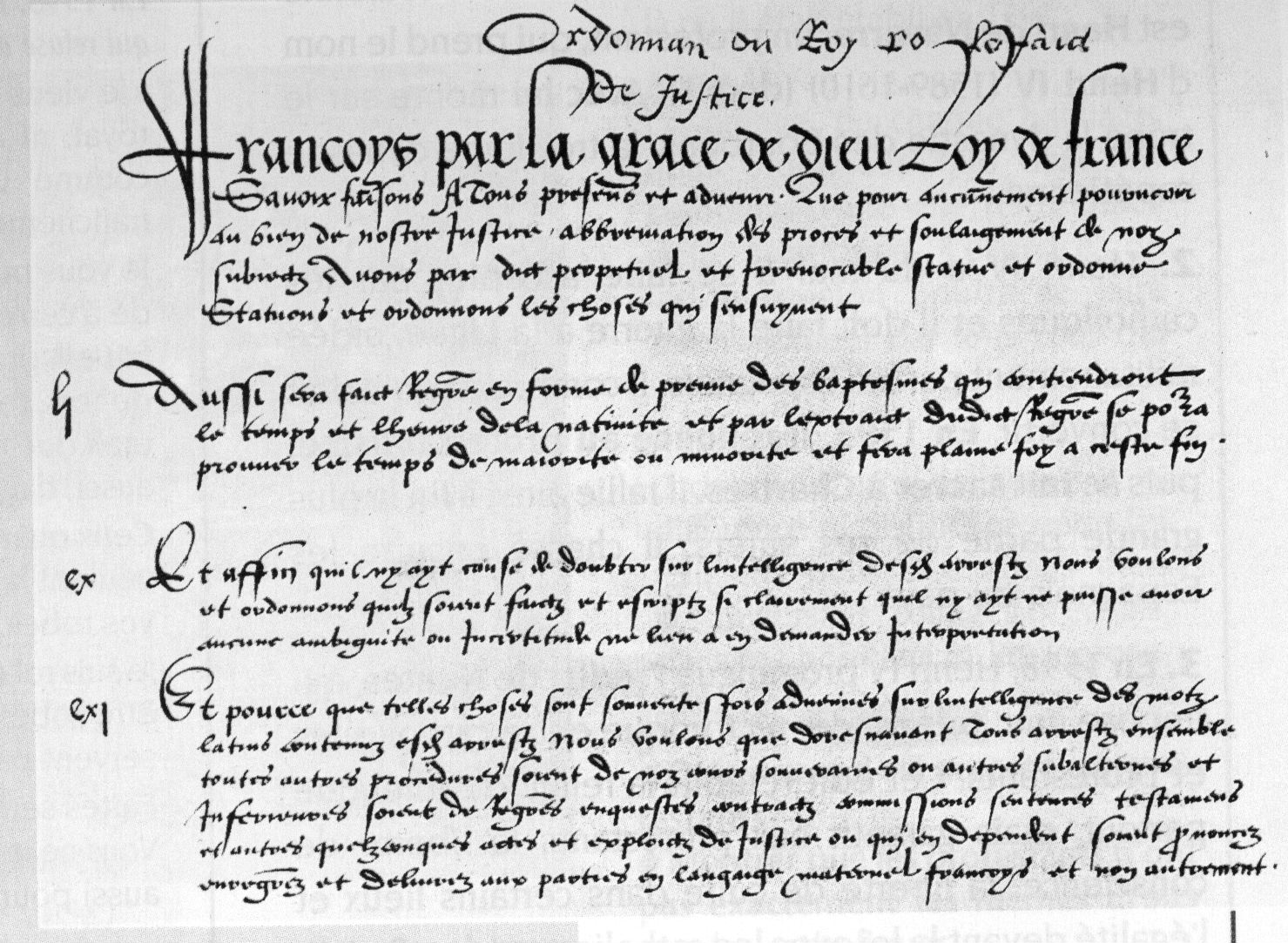
Copie du préambule et des articles toujours appliqués de l'ordonnance de Villers-Cotterêts.

维莱科特雷法令（法語：Ordonnance de Villers-Cotterêts）由法国国王弗朗索瓦一世于1539年8月10日至25日期间在埃纳省小城维莱科特雷颁布。同年9月6日，巴黎高等法院将其载入法律。

该法令共有192条。其中第110和111条首次确立了法语在正式文件中的使用。从那时起，法语取代拉丁语成为了法律和行政上的官方语言。